# Лейтнер, Тэмми

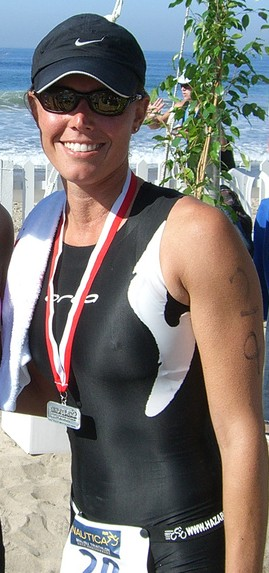
Тэмми Лейтнер на 2006 Malibu Triathlon

Тэмми Лейтнер (англ. Tammy Leitner; 3 июля 1972, Сан-Диего, Калифорния) — американская журналистка, бывшая участницей американского реалити-шоу «Последний герой».
Лейтнер получила степень бакалавра по английскому языку в Калифорнийский университет в Лос-Анджелесе, после чего окончила факультет журналистики в Бостонском университете в Массачусетсе. Она писала статьи в газетах Нью-Йорка и Аризоны, включая газету New York Post и получила репутацию строгой и объективной журналистки. Лейтнер получила звание ответственного редактора Associated Press за свои статьи, которые она писала, когда была полицейским репортёром в East Valley Tribune (Меса, Аризона).
Строя репутацию остросюжетного журналиста, Лейтнер входила в горящее здание, работала членом пит-стоп команды в NASCAR, оставалась один на один с боевыми псами и добровольно была подстрелена из тэйзера. Лейтнер была удостоена многих наград в Аризоне и Нью-Йорке за криминальную хронику, включая «Arizona Press Club Awards» за статьи о серийном насильнике, освещение террористических атак 11 сентября и арест в Аризоне Сэмми Гравано по прозвищу «Бык». В 1999 году она также получила награду в Скотсдейле за спасение утопающего мужчины.
Тэмми была участником четвёртого сезона реалити-шоу Survivor, который снимался в конце 2001 года, и вышел в эфир в 2002-м. Она была выгнана на 10-м голосовании.
3 сентября 2002 года Лейтнер устроилась в отдел новостей, на KPHO-TV (отделение CBS в Финиксе), на должность криминального репортёра. Она была удостоена трёх наград Rocky Mountain Emmy Awards: первая в 2004 году за эпизод в округе Марикопа с шерифом Джо Арпаио о печально известном палаточном городке, вторая в 2006-м за срочные включения, и третью в 2007 году за длительное освещение криминального расследования. Всего Лейтнер 13 раз номинировали на Rocky Mountain Emmy.
Тэмми также хороший атлет, она финишировала первой в 2007 Subaru Women’s Triathlon в Сан-Диего, была второй в дивизионе знаменитостей на 2006 Nautica Malibu Triathlon и четвёртой в женском разряде на 2007 Santa Barbara Triathlon. Также Лейтнер регулярно финиширует в тройке призёров в соревнованиях по бегу и триатлоне, проходящих в Фениксе.